# Labastide-de-Lévis
Labastide-de-Lévis é uma comuna francesa na região administrativa da Occitânia, no departamento de Tarn. Estende-se por uma área de 14.29 km², e possui 924 habitantes, segundo o censo de 2018, com uma densidade de 65 hab/km².